# IC5
 For alternative betydninger, se IC5 (flertydig). (Se også artikler, som begynder med IC5)
DSB Litra ES (IC5) er baseret på togsættet Coradia Stream fra den franske jernbaneproducent Alstom. Coradia Stream er et togsæt med lavt gulv, som er designet og fremstillet til regional transport. I almindelig brug omtales togene af DSB som IC5 - ikke at forveksle med APO-Lyntoget IC5, der blev sat i drift i 1981 og solgt i 1995. 
Købet af de ca. 150 IC5 togsæt er den største investering i DSB's historie. Det beløber sig til mere end 20 milliarder kr. Levering af første togsæt er planlagt til 2027.

## Historie
DSB annoncerede den 12. april 2021, at de ville bestille omkring 100 Coradia Stream togsæt fra Alstom. Den 12. maj 2021 indgav Stadler Rail en klage mod tildelingen af kontrakten. Jürgen Müller, direktør for Strategi og Køretøjsmateriale i DSB, forklarede, at kontrakten ikke kunne tildeles på andre vilkår på grund af udbuddet, der var gennemført efter en professionel og gennemsigtig proces.

## Tekniske parametre
De 109 meter lange togsæt har en siddekapacitet på 300 passagerer, inklusiv kørestolspladser, og kan nå en tophastighed på 200 km/t. Coradia Stream (IC5) skal erstatte de andre tog i serierne IC3, IR4 og IC4 og dermed danne rygraden af dansk intercity- og regionaltrafik.
Togsættene har 5 døre på hver side med en dørbredde på 1300 mm, 2 toiletter og 1 multifunktionelt toilet, 2 kørestolspladser og 12 cykelparkeringspladser, som er i 2 multifunktionelle-rum.

## Levering
Levering af de første tog var planlagt til 2025. Kontrakten omfatter også vedligeholdelse af togene, hvortil der bygges to værksteder; i Logistikparken Aarhus ved Årslev (20.000 m² for 1,3 mia kr) og ved Københavns Godsbanegård (10.000 m² for 736 mio kr), som begge drives af Alstom.
Den 25. maj 2022 blev idriftsættelsen af de første tog udskudt med et halvt år til midten af 2025. Der blev også foretaget nogle ændringer i designet for at optimere togets funktioner.
Den 30. november 2023 blev idriftsættelsen af de første togsæt udskudt til 2027. I juni 2025 bestilte DSB yderligere 50 styk.